# آناتولی دمیننکو
آناتولی دمیننکو (اوکراینی: Анатолiй Васильович Дем'яненко؛ زادهٔ ۱۹ فوریهٔ ۱۹۵۹) بازیکن فوتبال اهل اتحاد جماهیر شوروی سوسیالیستی است.
از باشگاه‌هایی که در آن بازی کرده‌است می‌توان به باشگاه فوتبال دنیپرو، باشگاه فوتبال ماگدبورگ ۱، باشگاه فوتبال دینامو کی‌یف، و باشگاه فوتبال ویدزف ووچ اشاره کرد.
وی همچنین در تیم ملی فوتبال شوروی بازی کرده‌است.